# Callejon
Callejon is een Duitse metalcoreband afkomstig uit Düsseldorf, Noordrijn-Westfalen. 

## Biografie
De band werd opgericht in 2002 door Bastian Sobtzick, Sebastian Gallinat, Bernhard Horn, Stefan Vohberger en Sven Waselen en bracht in 2003 haar eerste demo uit. Op 7 februari 2005 bracht de band de Chronos EP uit, op 7 juli 2006 gevolgd door hun debuutalbum Willkommen im Beerdigungscafé. Beiden projecten verschenen via het in Mainz gevestigde My Favorite Toy Records.
In mei 2008 tekende de band een contract bij Nuclear Blast, waar ze op 28 november van datzelfde jaar hun tweede album Zombieactionhauptquartier uitbrachten. Het album is geproduceerd door Eike Freese in Hamburg en bevat onder meer een feature van het Duitse hiphopcollectief K.I.Z.. Ter promotie toerde de band naast We Butter the Bread with Butter door Duitsland voor de Infiziert-Tour 2008.
Op 3 april 2010 bracht de band het album Videodrom uit, door het te uploaden via de eigen Myspace-pagina. Het album is geïnspireerd op de door David Cronenberg geregisseerde film Videodrome en behaalde een 31ste plaats in de Duitse hitlijsten.
Op 10 november 2012 gaf de band in Keulen het laatste concert van hun Blitzkreuz-Tour, waarvoor Eskimo Callboy het voorprogramma verzorgde. Bij dit concert stortte het dak van de concertzaal in, waardoor 11 mensen gewond raakten. Op 11 januari 2013 bracht de band een coveralbum getiteld Man Spricht Deutsch uit. Die zomer stond de band op meerdere festivals, waaronder With Full Force en Wacken Open Air. In februari van 2014 verzorgden ze naast het Japanse Coldrain het voorprogramma van het grootste deel van de Europese toer van Bullet for My Valentine.
In januari 2015 verscheen het album Wir sind Angst, waarna ze in de daaropvolgende maanden door Duitsland toerden naast Annisokay en Vitja. Gedurende deze toer werd ook het eerste livealbum van de band opgenomen, dat uiteindelijk op 27 november van datzelfde jaar werd uitgebracht.
In 2019 bracht de band het album Hartgeld im Club uit. Dit album bestaat merendeels uit covers van Duitstalige rapnummers, maar bevat ook enig eigen werk. In mei 2020 kondigde de band aan dat hun nieuwe album Metropolis zou gaan heten en op 29 augustus uitgebracht zou gaan worden.

## Bezetting
| Huidige bezetting - Bastian "BastiBasti" Sobtzick – vocalen (2002–heden) - Bernhard Horn – gitaar (2002–heden) - Christoph "Kotsche" Koterzina– gitaar (2011–heden) - Thorsten Becker– bas (2006–heden) - Max "Kotze" Kotzmann – drums (2010–heden) | Voormalige leden - Frank Walther – bas - Simon Vohberger – bas - Stefan Vohberger – gitaar (–2007) - Sebastian Gallinat († 2010) – bas - Sven Wasel – drums (–2007) - Thomas Buschhausen – gitaar |

## Discografie
Studioalbums
- 2006: Willkommen im Beerdigungscafé
- 2008: Zombieactionhauptquartier
- 2010: Videodrom
- 2012: Blitzkreuz
- 2013: Man spricht deutsch
- 2015: Wir sind Angst
- 2017: Fandigo
- 2019: Hartgeld im Club
- 2020: Metropolis

Ep's
- 2005: Chronos
- 2007: Fauler Zauber Dunkelherz